# 博羅維基
51°17′44″N 30°44′7″E / 51.29556°N 30.73528°E
博羅維基（烏克蘭語：Боровики），是烏克蘭北部切爾尼希夫州切爾尼希夫區洪恰里夫斯凯市镇的村落。始建於1859年，面積0.63平方公里，海拔高度116米，2001年人口119，人口密度每平方公里188.89人。